# Egira medio-linea
Egira medio-linea là một loài bướm đêm trong họ Noctuidae.